# Como en los viejos tiempos
Como en los viejos tiempos (Fresh Fields) es una serie de televisión británica, producida por la Thames Television, y emitida en su país de origen por la cadena de televisión ITV entre los años 1984 y 1986. En España, la serie se emitió por completo por la primera cadena de Televisión Española entre el 5 de septiembre de 1989 y el 13 de marzo de 1990.

## Sinopsis
La serie se centraba en un matrimonio de Edad Media, Hester y William Fields (Julia McKenzie y Anton Rodgers, respectivamente; el último fallecido el 1 de diciembre de 2007), cuyos dos hijos ya se habían ido de casa para independizarse, y residentes en el distrito londinense de Barnes. Hester quiere intentar aprovechar la libertad que tiene para dedicarse a un gran número de actividades que la permitan dar más chispa a su vida, pero su marido, un contable en la City, nunca está muy seguro de esto.
Además, la madre de Hester, Nancy (Fanny Rowe) vivía en un minipiso en la casa de los Fields (una granny flat). Nancy estaba divorciada, pero a lo largo de la serie volvería a casarse con su exmarido Guy (Ballard Berkeley, el Mayor Gowen en Fawlty Towers). También se hacía mucha referencia a la hija mayor de los Fields, Emma, pero nunca llegó a aparecer en pantalla; no obstante, hacía frecuentes llamadas por teléfono a sus padres (su voz siendo proporcionada por Debby Cummings); aun así, su marido Peter (Philip Bird) sí apareció en bastantes ocasiones. Más tarde, Emma y Peter tendrían un hijo (y darían a Hester y William un nieto), a quién le pondrían el nombre del bisabuelo, Guy.
Además, al lado de los Fields vivía la vecina Sonia Barrett (Ann Beach), quien era buena amiga de Hester y frecuentemente visitaba a los Fields, la mayoría de las veces para tomar prestado algo que ella había roto o perdido. Mientras que a Hester nunca le importaba las frecuentes visitas de su vecina, éstas sí irritaban bastante a su marido. El latiguillo de Sonia al entrar en escena era "It's only Sonia!", a lo cual el público siempre aplaudía, siendo ésta una característica más propia de las sitcoms estadounidenses.
En el último capítulo de la serie, William acepta un puesto de trabajo para una compañía francesa, con lo cual, el matrimonio Fields se muda a Calais, en el norte de Francia. Ya que la serie había tenido bastante buen éxito de público en el Reino Unido, en 1989 la Thames produjo una secuela, French Fields, que duró tres temporadas entre 1989 y 1991, y que contaba las aventuras de los Fields en suelo francés, entre ellos, la comida y el vino; pero también otras cosas, como las dificultades de adaptarse a la lengua y a las costumbres francesas. Esta serie secuela es inédita en España, y coincidentemente se empezó a emitir en el Reino Unido en el mismo día en que esta serie madre Fresh Fields se estrenó en España (el 5 de septiembre de 1989; por su parte, French Fields constaría de tres temporadas y un especial de Navidad, y se emitiría hasta el 8 de octubre de 1991).

## Episodios
- Primera temporada: Consta de seis episodios emitidos originalmente entre el 7 de marzo y el 11 de abril de 1984.

- Segunda temporada: Consta de seis episodios emitidos originalmente entre el 5 de septiembre y el 10 de octubre de 1984.

- Tercera temporada: Consta de seis episodios emitidos originalmente entre el 4 de septiembre y el 9 de octubre de 1985.

- - Especial de Navidad: Emitido originalmente el 25 de diciembre de 1985.

- Cuarta temporada: Consta de ocho episodios emitidos originalmente entre el 4 de septiembre y el 23 de octubre de 1986.